# شیوور
شیوور (به لاتین: Shivor) یک منطقهٔ مسکونی در روسیه است که در داغستان واقع شده‌است.